# عبد الخالق الجنبي
عبد الخالق بن عبد الجليل بن صالح الجنبي؛ (17 أغسطس 1964 - 16 يناير 2024) مؤرخ وباحث سعودي، يكتب في التاريخ والجغرافيا والأدب العربي.

## الولادة والنشأة الأولى
هو عبد الخالق بن عبد الجليل بن حسن بن مدن بن صالح بن حسن بن عبد النبي بن صالح الجنبي، ولد في قرية القديح إحدى قرى القطيف بالمنطقة الشرقية من المملكة العربية السعودية؛ في يوم الاثنين 9 ربيع الثاني 1384 هـ، الموافق 17 أغسطس 1964، وكان الابن الرابع لأبويه، وقد نشأ في حضن والديه في القديح إلى أنْ بلغ الخامسة من العمر حيث كان موعده مع فقد رجله اليُسرى إثر إصابتها بمرض السرطان الأكّال (الغرغرينة Gangrene).
وبعد أن صار له من العمر 7 سنوات انتقل مع والده وأسرته للسكن في حي (الزُّرَيْب) من قلعة القطيف لمدة عامين، ثم انتقلت الأسرة مجدداً للسكن في حي الوسادة لمدة ست سنوات، وبعدها انتقلت للسكن في حي الفتح بجزيرة تاروت.

## الدراسة التقليدية والنظامية
عندما صار له من العمر ستُّ سنوات ألحقه والده بالكُتّاب، وهو أحد وسائل التعليم الشعبية القديمة في بلده، فحفظ بعض السور القصار من القرآن.
وفي العام 1393 للهجرة (1973م)، وحين كانت الأسرة في حي الوسادة التحق بمدرسة الفلاح الابتدائية بالقطيف، فدرس فيها المرحلة الابتدائية من الفصل الأول إلى الفصل الخامس الابتدائي وبعضاً من الفصل السادس حيث انتقلت الأسرة للسكن في حي الفتح، فأكمل هذا الفصل في مدرسة الشاطئ الابتدائية بالقطيف لينهي المرحلة الابتدائية فيها عام 1399 للهجرة (1979م).
ثم التحق في هذا العام الأخير بمدرسة القطيف النموذجية المتوسطة، فدرس المرحلة المتوسطة فيها، وتخرّج منها عام 1402 للهجرة (1982م) ليلتحق بعدها بمدرسة القطيف الثانوية لدراسة المرحلة الثانوية، فأنهى المستويين الأول والثاني الثانويين، ثم انقطع لفترة عاد بعدها إلى مدرسة القطيف الثانوية مرّة ثانية، فأكمل دراسة الفصل الثالث الثانوي بقسمه الأدبي، ونال شهادة هذه المرحلة في العام 1409 للهجرة (1989م).
وفي العام ذاته التحق بجامعة الملك عبد العزيز بجدة، فدرس فيها سنتين ونصف كان فيها محط تقدير وإعجاب من أساتذته ومعلميه وزملائه؛ وفي ذات الوقت لفت فيها نظر جمهرة متعصّبة من طلبة الجامعة المنتمين إلى التيار السلفي الذي كان له حينها نفوذ هائل على مختلف الدوائر الرسمية، فكان أنْ قاموا بتلفيق وفبركة تهمٍ سياسية وطائفية له أدّتْ إلى فصله من الجامعة، وسجنه لمدة أحد عشر شهراً تم الإفراج عنه بعدها في شهر جمادى الثاني عام 1413هـ (1992م) قدّم على أثرها طلباً للرجوع إلى الجامعة لإكمال دراسته فيها إلا أنّ طلبه قوبل بالرفض، فمال حينها إلى تثقيف ذاته بذاته، وانهمك في قراءة الكتب والبحوث، ولاسيما تلك المتعلقة بالتاريخ والآثار مما كان له دورٌ كبير في توجهه إلى كتابة البحوث التاريخية التي طبع له الكثير منها.

## المهنة والعمل
في العام 1415هـ (1994م) التحق للعمل بوظيفة حكومية في دار التوجيه الاجتماعي بالدمام لمدة سنتين، ثم في عام 1417هـ (1996م) التحق بالعمل رسمياً في وزارة الصحة السعودية.

## مؤلفاته

شرح ديوان ابن المقرَّب - الطبعة الأولى.

- تحقيق شرح ديوان ابن المقرَّب: خرجت الطبعة الأولى من هذا التحقيق في ثلاثة مجلدات بمساعدة الأستاذين علي البيك وعبد الغني العرفات،[7] وكان المجلدان الأوّلان (1300 صفحة) يتضمنان تحقيقاً لهذا الديوان بعد مراجعته على عشرين مخطوطة؛ في حين تضمن المجلد الثالث دراسة مفصلة عن الشاعر وديوانه في 600 صفحة كتبها المترجَم له، وقد تم طبعه عام 1424هـ (2003م) في المركز الثقافي للنشر والتوزيع في بيروت. ثم خرجت الطبعة الثانية من هذا التحقيق عام 1433هـ (2012م) بعد أن تمكن الباحث الجنبي من الحصول على مخطوطتين مشروحتين نادرتين إحداهما نسخة المكتبة الوطنية بطهران التي يعود تاريخها إلى القرن السابع الهجري، وهو القرن الذي توفي فيه الشاعر ابن المقرَّب، ويعود تاريخ الثانية إلى بداية القرن الحادي عشر الهجري، وهي نسخة مكتبة سانت بطرس برغ الكبير بروسيا، وبضع نسخ مخطوطة مجردة من الشرح كان فيها إضافات وزيادات نادرة جداً في الأبيات والشروح والملحقات الوثائقية الهامة في تاريخ المنطقة. وقد ظهرتْ هذه الطبعة في سبعة أجزاء؛ الخمسة الأولى منها تحتوي على (3064 صفحة)، وهي لمادة الديوان وشروحه وتعليقات الجنبي عليه وملاحظاته؛ في حين اختص المجلد السادس الذي يحتوي على (433 صفحة) بالفهارس الفنية الشاملة، وأما المجلد السابع فهو عبارة عن دراسة تاريخية شاملة لسيرة ابن المقرَّب وشعره جاءت في (715 صفحة).

هجر وقصباتها الثلاث - الطبعة الأولى

- هجر وقصباتها الثلاث - الطبعة الأولىهجر وقصباتها الثلاث المُشَقَّرُ والصَّفَا والشَّبْعَاْنُ ونهرُها مُحَلِّم: وهو يتحدث عن بحثٍ ميداني وتاريخي حول هذه المدينة العربية الشهيرة التي كان لها صيتٌ كبير في أدبيات العرب القديمة، ولكنّ موضعها جُهل بعد أن أحرقها القرامطة في العام 286 للهجرة (899م). وقد خرجت طبعة هذا الكتاب الأولى عام 1425هـ في 425 صفحة من القطع العادي، ونفذت في وقت مبكر، فتم إعادة طبعه مع إضافات كثيرة، وتحويل حجمه من القطع الوزيري في الطبعة الأولى إلى القطع الكبير (A4) فخرجت طبعته الثانية في (430 صفحة) ليستوعب الكثير من الإضافات والصور والخرائط والرسوم والملاحق التوضيحية التي تثبت وتؤكد النتيجة التي توصل إليها الباحث في الطبعة الأولى. وكان هذا البحث ثمرة سنين من البحث الميداني المضني سبقه بحثٌ مضنٍ آخر في أمهات كتب الأدب والتاريخ والجغرافيا، وهو يكشف – برأي الكاتب – لأول مرّة عن موضع مدينة هجر المشهورة في التاريخ العربي، وكذلك موضع حصنيها الأشهرين المُشَقَّر والصََّفَا ونهرِها مُحَلِّم اعتماداً على التحليل العلمي للنصوص ومقارنتها مع بعضها بعد دراسة ميدانية وافية لطبيعة واحة الأحساء وعيونها وأنهارها أدّت إلى النتيجة التي وصل إليها في الكتاب.[8]
- جنايات مؤسسة جائزة عبد العزيز سعود البابطين على ديوان ابن المقرَّب: نشر الباحث الجنبي هذا الكتاب في العام 1426هـ، منتقداً فيه طبعة مؤسسة جائزة عبد العزيز البابطين للإبداع الشعري لديوان الشاعر علي بن المقرَّب العُيوني الأحسائي، وقد دون الجنبي في هذا الكتاب مائة وستة عشر ملاحظة عن أخطاء تاريخية وجغرافية وعلمية وقعت في هذه الطبعة.[9]

كتاب قبر الآجام.

- كتاب قبر الآجام.قبر الآجام: نُشر في العام 1430هـ، وهو عبارة عن دراسة تاريخية جغرافية لقرية الآجام، ولصاحب قبر شهير مدفون فيها يظن البعض أنه النبي اليسع أحد أنبياء بني إسرائيل؛ في حين يرى الباحث عدم صحّة ذلك، وأنه يرى أنّ هذا القبر الذي في الآجام إن كان لنبي بالفعل، فينبغي أن يكون لنبي عبد القيس رئاب بن البراء الشني الذي كان يقطن دارين والزارة عاصمة القطيف القديمة، ويعلل الجنبي سبب تسمية القبر عند الكثيرين من أهالي القطيف بقبر اليسع بعدة تعليلات منها أنّ اليسع وإن كان اسم لنبي معروفٌ في التاريخ، فإنه أيضاً صار لقباً كنسياً كان كثيرٌ المطارنة والرهبان النصارى يلقبون به فيقال: (اليسع الجاثليق)، ولعلّ رئاباً كان كذلك، فغلب لقبه (اليسع الجاثليق) على اسمه رئاب بن البراء الشني، وكذلك الحال بالنسبة لأسماء كنسية مشابهة كانت معروفة في تلك الأزمنة مثل: (يسوعاب)، و(عبد يسوع)، وغيرها.

كتاب جره مدينة التجارة العالمية القديمة

- كتاب جره مدينة التجارة العالمية القديمةجرّه مدينة التجارة العالمية القديمة: يعرّف الباحث في هذا الكتاب بمدينةٍ حضارية عريقة وفاحشة الثراء نالت شهرةً أسطورية أخاذة لدى المؤرخين الإغريق والرومان في القرون الثلاثة السابقة لميلاد المسيح عليه السلام، وكذلك في القرنين اللذين بعده، وهي مدينة كتب الكثير من الباحثين الغربيين والشرقيين والعرب في العصر الحديث عنها، وأجمعوا كلهم على تحديد مكانها في الجزء الساحلي الشمالي الشرقي للجزيرة العربية، وإنْ كانوا قد اختلفوا كثيراً في التحديد الدقيق لموقع هذه المدينة من هذه المنطقة في الوقت الحاضر. ويتحدث الباحث في هذا الكتاب أيضاً عن الغنى الأسطوري الذي أضفاه مؤرخو الإغريق على هذه المدينة، وثرواتها الهائلة مستشهداً في ذلك بأقوال المؤرخين الإغريق أنفسهم مثل أغاثار كيدَس الذي لم يكن يرى أغنى من سكان هذه المدينة، وسترابو الذي وصف غنى أهلها وبيوتهم المطعمة بالعاج والذهب والفضة، وكذلك تم توضيح هذا الغنى المفرط لهذه المدينة من خلال استعراض تلك الهدية الهائلة التي قدمها الجرّهيون إلى الملك السلوقي أنطيوخوس الثالث، والتي ذكر جزءاً منها المؤرخ الإغريقي بوليبيوس. ويأتي هذا البحث ليثبت حقيقةً هامّة مؤداها أنّ هذه المدينة التي نالت كل هذه الشهرة والصِّيْت لدى مؤرخي الإغريق والرومان ومن جاء بعدهم كان يوازيها في الشهرة والمكان والزمان مدينةٌ أخرى كانت هي الأخرى على الغاية من الأهمية لدى سكان الجزيرة العربية ومؤرخي العالم العربي هي مدينة (هجر)، وقد أثبت هذا البحث بالأدلة النقلية والعقلية والعلمية والميدانية أنّ المدينة الأسطورية التي ذكرها الإغريق والرومان باسم (جِرَّه) ما هي إلا (هَجَر) نفسها، وأنّ معظم الصفات التي ذكرها أولئك المؤرخون الرومان والإغريق لها تتطابق مع الصفات التي ذكرها المؤرخون والشعراء العرب لمدينة هجر القديمة هذا وقد دعّم الباحث النتائج التي توصل إليها في هذا البحث بالصور، والخرائط الرسومية الأرضية وأخرى فوتغرافية جوية قديمة وحديثة مع النظر إلى نتائج البحوث التي سبقت هذا البحث حول هذه المدينة بنظرة المتفحص الحذر.[10]
- جواثى تاريخ الصمود: صدر هذا الكتاب في (260 صفحة) من القطع الوزيري، وهو محاولة غير مسبوقة لعرض الحوادث التي شهدتها مدينة جواثى ومسجدها، وإبراز ذلك الثبات المذهل والمثير للإعجاب الذي أبداه سكانها من قبيلة عبد القيس في حرب الردّة، وحرب الخوارج، وحرب صاحب الزنج، ثم حرب القرامطة، وانتهاءً بزحف الرمال المدمّر على هذه المدينة التي ضربت أروع الأمثلة في الصمود، وقد قام الباحث بجمع المعلومات عن تلك الحوادث من عدة مصادر تاريخية متنوعة واضعاً تاريخاً موجزاً لجواثى منذ ما قبل الإسلام وبعده متناولا فيه فترة الصمود العَبقَسيّ فيها، وذاكراً كل ما اطلع عليه أثناء إبحاره في عالم الكتب والبحوث والمعرفة عن جواثى ولاسيما بعد إحراقها وما يتعلق بإعادة إعمار مسجدها المقدس على أيدي الأحسائيين،  وعناية علماء المنطقة به واعتزازهم بفضله، وحضهم على الصلاة فيه واعتبارها أفضل من الصلاة في غيره، وهو كله يدل على تلك العناية الخاصة والواضحة التي أولاها سكان المنطقة لهذا المسجد حتى بقي صامداً قائماً رغم كل تلك النكبات التي حلت به، وقد ذَيَّل الباحث الجنبي كتابه هذا بملاحق ذكر فيها بعض الملاحظات التي لاحظها على بعض الكتاب المحدثين فيما كتبوه عن جواثى، كما قام بوضع بعض ما توفر لديه من صور وخرائط ووثائق متعلقة بموضوع البحث.
- الديوان المصوَّر لشعر علي بن المقرَّب: صدر هذا الكتاب في 111 صفحة من القطع الكبير (A4) بالألوان، أدرج فيه المؤلف كل ما توفّر لديه من صور لمواضع ومبانٍ وبساتين وعيون وجبال وأنهار ذكرها الشاعر أو شارح شعره في واحتي الأحساء والقطيف وجزيرة أوال وكامل الإقليم الذي كان يُعرف في السابق باسم إقليم البحرين القديم، وكذلك صور لقرية طيوي العمانية وموضع قبر وقلعة ابن المقرَّب فيها مع ذكر الأبيات التي ذكر الشاعر فيها هذه الأماكن أو أشير إليها في شرح شعره مذيلة ببعض التعليقات البسيطة على كل صورة؛ كما أدرج فيه بعض الخرائط الموضحة للأماكن المذكورة وغيرها، وكذلك صور لبعض الآثار الباقية من أيام الدولة العُيونية كالمباني والنقوش والنقود، وكذلك بعض مشجرات النسب للقبائل والبطون التي وردت في الديوان وشرحه كقبيلة عبد القيس وفروعها وبطونها، وقبيلة عُقيل وبطونها.
- الحسين بن ثابت القطيفي وقصيدته في قبائل وبطون قبيلة عبد القيس: نشر الجنبي هذا الكتاب كبحثٍ مطوّل في بعض مواقع الشبكة العالمية (الإنترنت) عام 2002م أولاً، ثم قام بتحويله إلى كتاب، ونشره عام 2014م، وهو تحقيق لقصيدة بائية ذكرها العماد الأصفهاني في كتابه (خريدة القصر) لشاعر من القطيف، ثم من قبيلة عبد القيس قالها وهو في سجن أمير القطيف أبي سنان محمد بن الفضل بن عبد الله بن علي العُيوني يستنجدُ فيها ببطون وقبائل قبيلتهما المشتركة عبد القيس ليتوسطوا له عند الأمير أبي سنان للإفراج عنه، وقد ذكر فيها قرابة الخمسين بطناً وقبيلة وفخذاً؛ قام الجنبي بتحقيق أنسابهم ورفع معظمها إلى جدّهم الأعلى عبد القيس مع ذكر بعض شئونهم التاريخية وبلادهم التي سكنوها في إقليمي البحرين وعُمان.
- تحقيق المنظومة الهجرية للملا عطية الجمري البحراني: نشر الجنبي هذا الكتاب متزامناً مع سابقه عام 2014م، وفيه تحقيقٌ لقصيدة للخطيب المُلا عطية الجمري البحراني قالها سنة 1345 للهجرة بعنوان (المنظومة الهجرية)؛ ذكر فيها الكثير من شئون واحة الأحساء التاريخية والجغرافية والأسرية والعلمية.
- تاريخ التشيع لأهل البيت في إقليم البحرين القديم: نشر هذا الكتاب عام 2015م، ويعالج الجنبي في هذا البحث تاريخ التشيع لأهل البيت في منطقة إقليم البحرين القديم الذي كان يضم في السابق ثلاث بؤر استيطانية رئيسة هي الأحساء والقطيف وجزيرة أوال التي تَقَمَّصَتْ وحدها اسمَ البحرين في العصر الحديث دوناً عن شقيقتيها القطيف والأحساء اللتين كانتا تشاركانها فيه. وقد قام الجنبي بمعالجة قضية التشيع لدى السكان الذين كانوا يسكنون منطقة إقليم البحرين القديم منذ بزوغ نور الإسلام عليها وحتى القرون اللاحقة لمحاولة فهم كيفية اعتناق هؤلاء السكان لمذهب التشيع والولاء لآل البيت والتزامهم به حتى وقتنا الحاضر بحيث بلغ الأمر إلى إطلاق رجال الدولة العثمانية التي احتلت المنطقة لفظة (البحارنة) على السكان الشيعة الأصليين فيها لأنّ الغالبية العظمى من سكان إقليم البحرين القديم كانوا من الشيعة، وقد ذكر الجنبي أدلةً كثيرة تدعم رأيه استقاها من الكثير من المصادر  التاريخية الإسلامية القديمة، والوثائق العثمانية وغيرها.
- بحوث تاريخية وجغرافية ذات علاقة بشرق الجزيرة العربية: نشر هذا الكتاب عام  2015م، وهو عبارة عن بحوث تتعلق بتاريخ وجغرافية شرق الجزيرة العربية، أو ما كان يُعرف في السابق باسم (إقليم البحرين)، وكان الجنبي قد نشرها في بعض المجلات ومواقع الشبكة العالمية (الإنترنت)، فقام بإعادة صياغتها وتوثيقها وإضافة الصور  والخرائط التوثيقية لها، ونشرها في هذا الكتاب.
- المحفوظ من تاريخ الشريف العابد أخي محسن: نُشر هذا الكتاب عام 2019م، وهو تجميع وتحقيق لما وصل لنا من نصوص مطوّلة لهذا التاريخ المفقود الذي حوى مادةً معلوماتيةً خصبةً يندر وجودها في كتب التاريخ الأخرى عن تاريخ الدولة الفاطمية، والشيعة الإسماعيلية وفرقها، ولاسيما قرامطة العراق والبحرين الذين أكثر الشريف العابد من ذكر أخبارهم بروايات أغلبها نادر لا يوجد له مثيل في كتب التاريخ والتراث الأخرى، وخصوصاً ما يتعلق منها بقرامطة البحرين، وذكر تأسيس دولتهم فيها وأخذهم للقطيف وهجر بتفصيل مسهب. وتتكون هذه الطبعة لهذا التاريخ من جزءين؛ مجموع صفحاتهما 1601 صفحة؛ ضم الجزءُ الأول منه 873 صفحة، وهي تحتوي على متنَ التاريخ المجموع مع الحواشي والتعليقات التي وضعها المحقق، والتي بلغت 1879 ما بين تعليقة وحاشية؛ في حين ضم الجزءُ الثاني 728 صفحة فيها ترجمة مفصلة للشريف العابد أخي محسن، ودراسة وافية عن هذا التاريخ وشئونه؛ بالإضافة إلى تسعة ملاحق منها الملحق الأول الذي يتحدث عن نسب المهدي الفاطمي وخلفائه، وآراء النسابة العلويين وغيرهم في نسبه، وسلاسل النسب العديدة التي ذكرت لهذا النسب، وترجمة وافية لنسب عبد الله بن ميمون القداح الذي نسبهم الشريف العابد أخو محسن إليه، وملحق آخر في تحديد موضع رمل الهبير الشهير الذي وقعت فيه معركتان من أخطر المعارك التي قام بها قرامطة العراق بقيادة زكرويه بن مهرويه ضد قافلة الحج العائدة إلى العراق عام 294 للهجرة، وقرامطة البحرين بقيادة أبي طاهر الجنابي ضد قافلة الحج العائدة إلى العراق عام 312 للهجرة، وهما وقعتان ذكر الشريف العابد أحداثهما في نصّين طويلين ومفصّلين لا نظير لهما في كتب التاريخ التي كتبت عن القرامطة وحروبهم، وملحقٌ تحدَّث المؤلف فيه عن الشخصية القرمطية المحيّرة والمثيرة للجدل التي ظهرت عند قرامطة البحرين، وهو المعروف بالزَّكْري أو زكيرى الأصفهاني الذي كان لظهوره في قرامطة البحرين أثرٌ سيّئ لم يُمحى عنهم حتى بقتلهم له. كما ضمَّ هذا الجزءُ خرائط تفصيلية وبعض الصور لأهم المواضع الواردة في هذا التاريخ في العراق والشام والبحرين.

## مقالات وحوارات
نشرت له عدة مقالات وحوارات في عدد من الأوعية العلمية والإعلامية منها:
- الكتاب السنوي لجمعية التاريخ والآثار لدول مجلس التعاون الخليجي.
- مجلة الوثيقة البحرينية.
- جريدة الجزيرة السعودية.
- جريدة الوطن السعودية.
- جريدة الرياض السعودية.
- جريدة اليوم السعودية.
- جريدة الشرق الأوسط.
- جريدة عكاظ السعودية.
- جريدة الشرق السعودية.
- جريدة الحياة.
- جريدة الوطن البحرينية.
- مجلة الواحة.
- مجلة الساحل.

## وفاته
توفي يوم الثلاثاء 16 يناير 2024 الموافق 4 رجب 1445 هـ بمستشفى الملك فهد التخصصي في الدمام، عن ستين عاماً إثر معاناة مريرة مع المرض.

## معرض صور

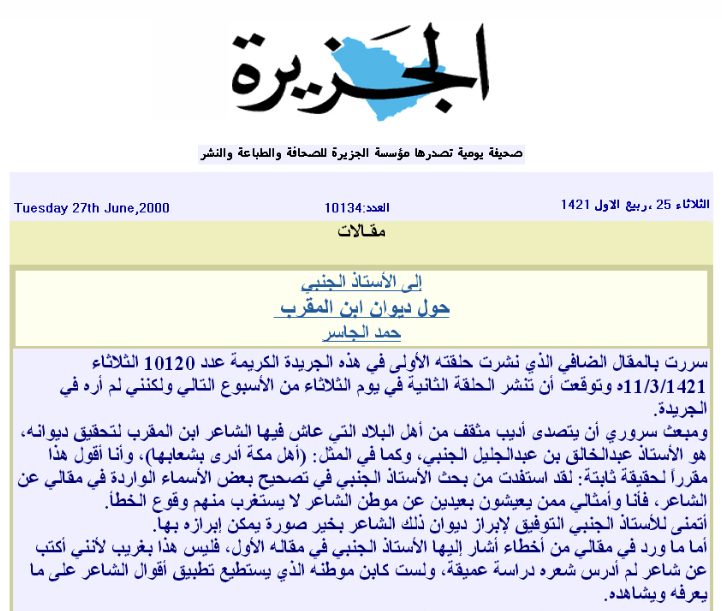
رد الأستاذ حمد الجاسر على مقال الجنبي بشأن ديوان ابن المقرب في جريدة الجزيرة السعودية بتاريخ 27 يونيو 2000.
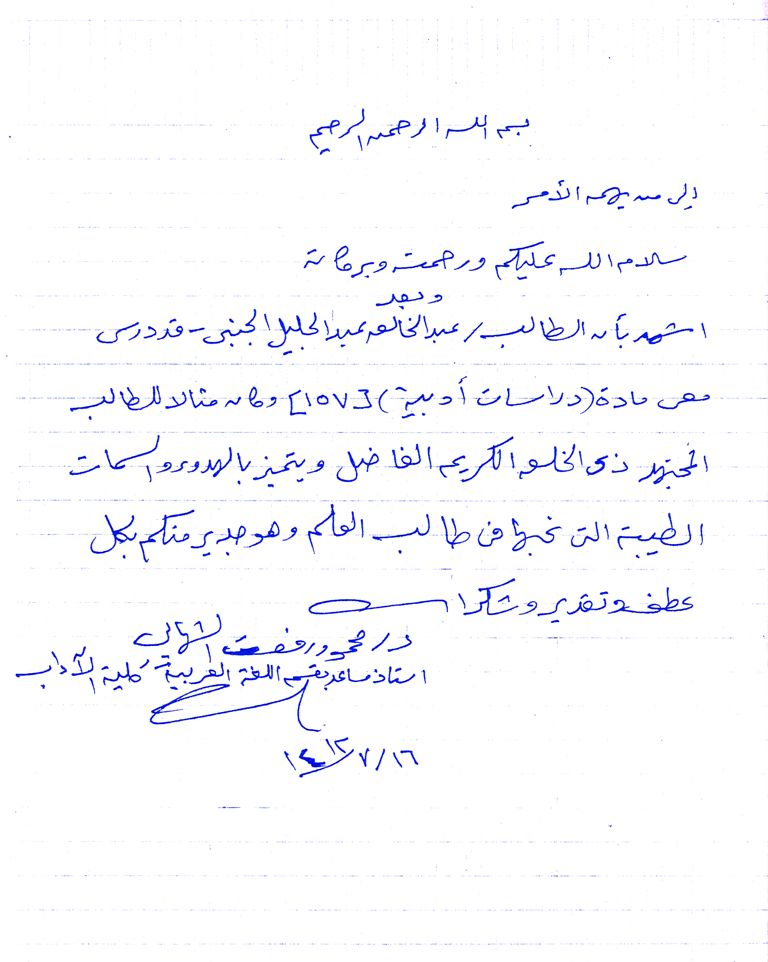
شهادة الدكتور محمود رفعت الشهابي عضو هيئة تدريس جامعة الملك عبد العزيز بجدة.
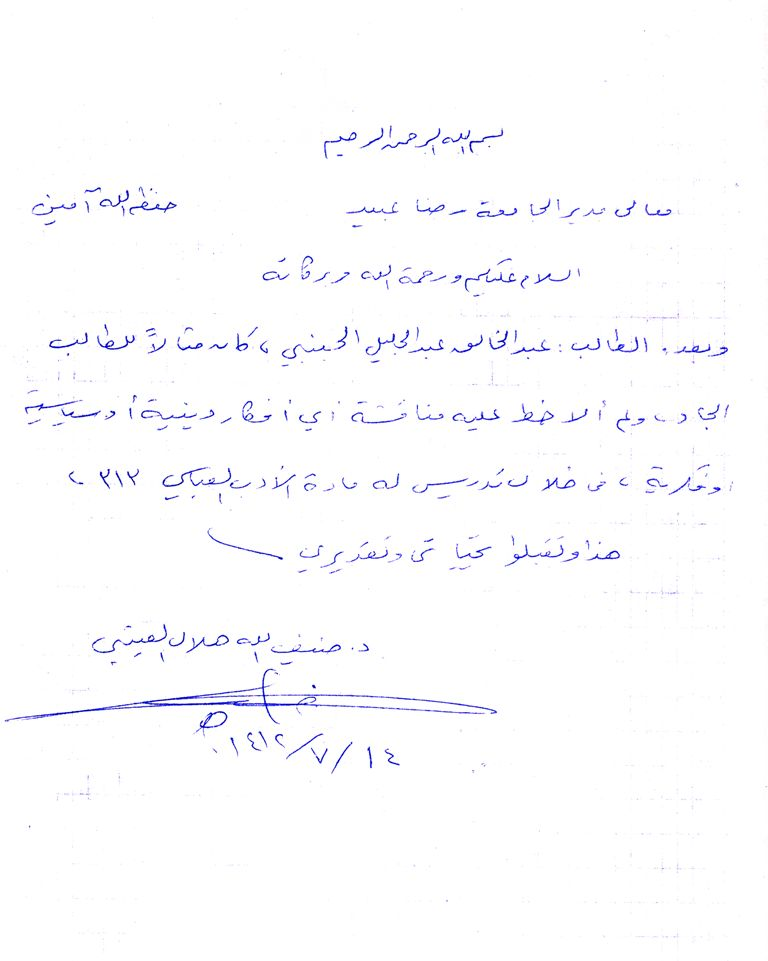
شهادة الدكتور ضيف الله العتيبي عضو هيئة تدريس جامعة الملك عبد العزيز بجدة.
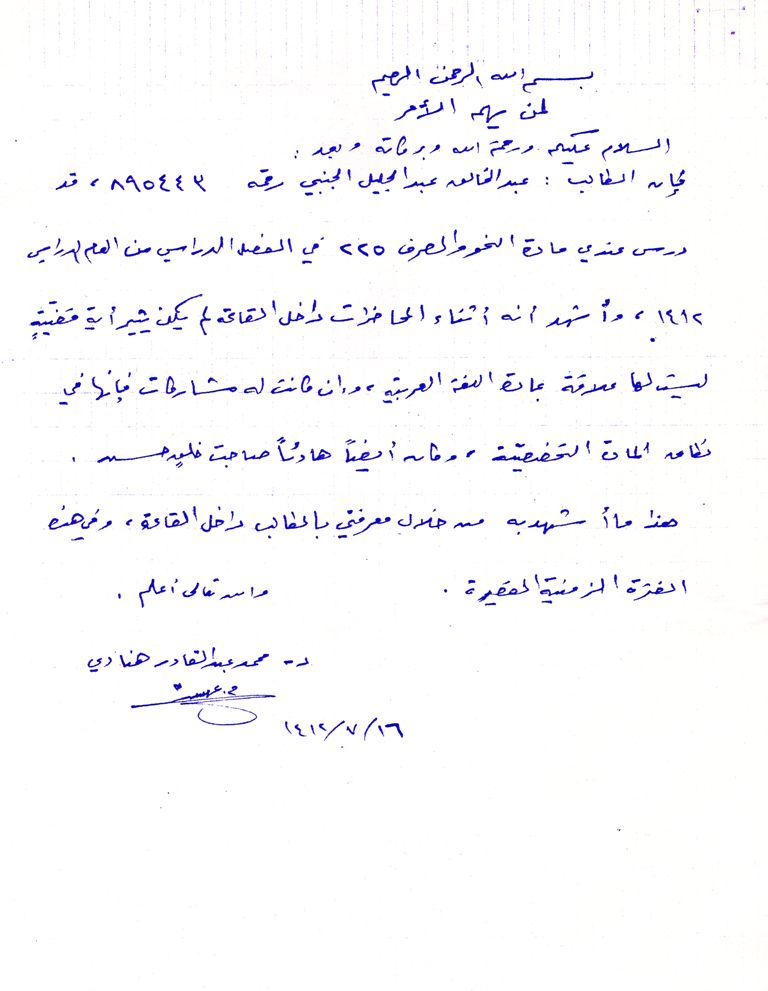
شهادة الدكتور محمد عبد القادر هنادي عضو هيئة تدريس جامعة الملك عبد العزيز بجدة.
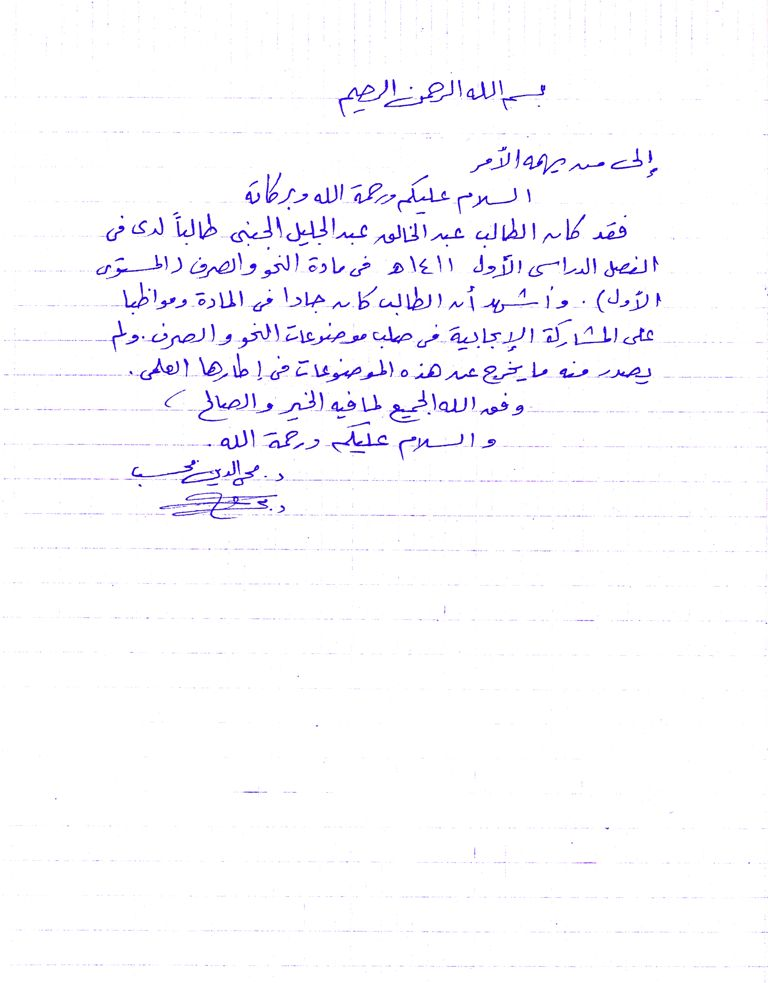
شهادة الدكتور محيي الدين محسب عضو هيئة تدريس جامعة الملك عبد العزيز بجدة.
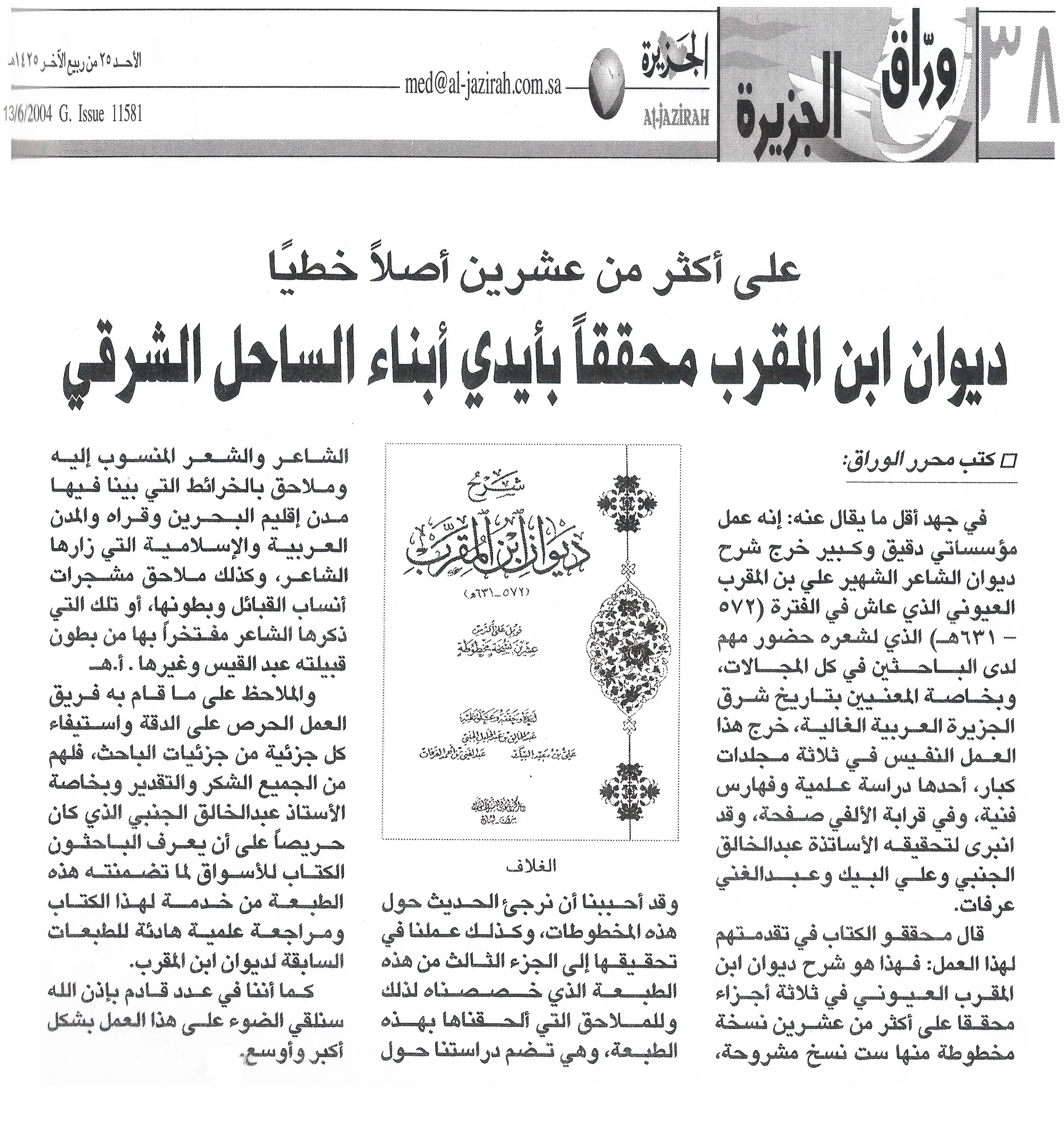
صورة قصاصة من جريدة الجزيرة السعودية حول تحقيق الطبعة الأولى من شرح ديوان ابن المقرب
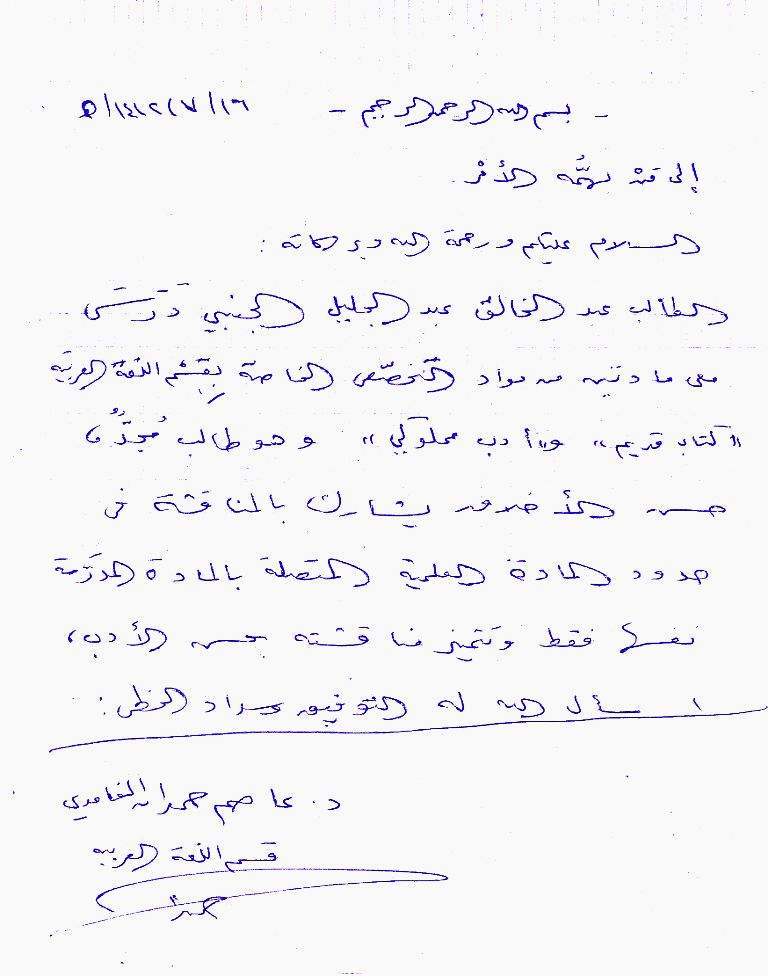
شهادة الدكتور عاصم حمدان عضو هيئة تدريس جامعة الملك عبد العزيز بحدة.
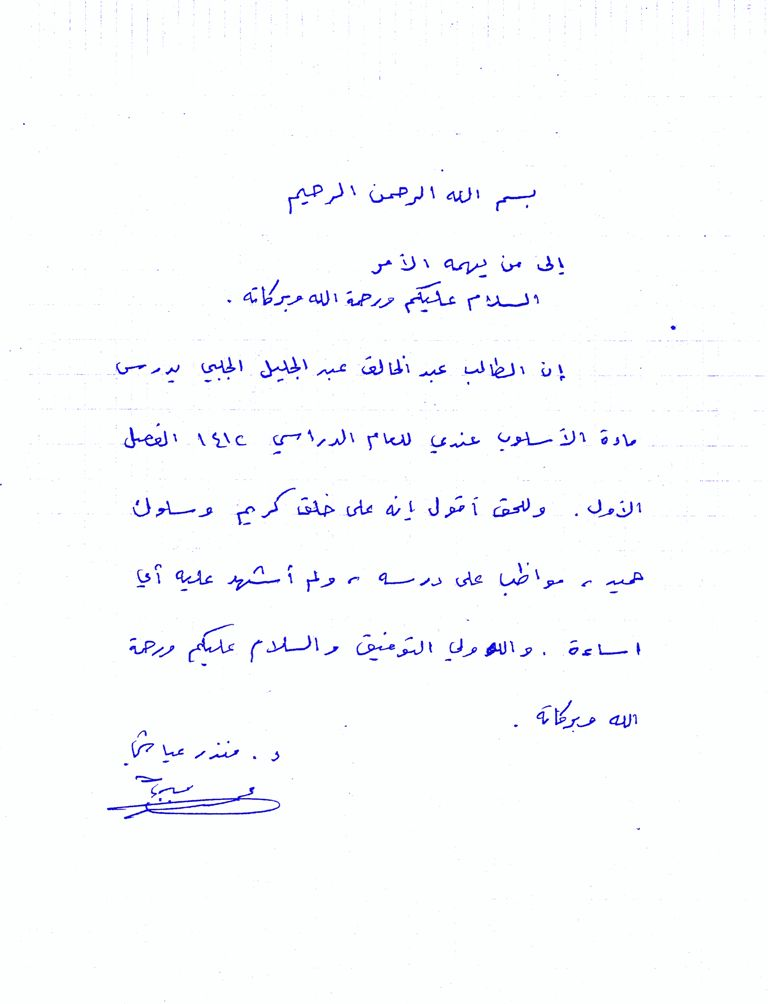
شهادة الدكتور منذر عياشي عضو هيئة تدريس جامعة الملك عبد العزيز بجدة.
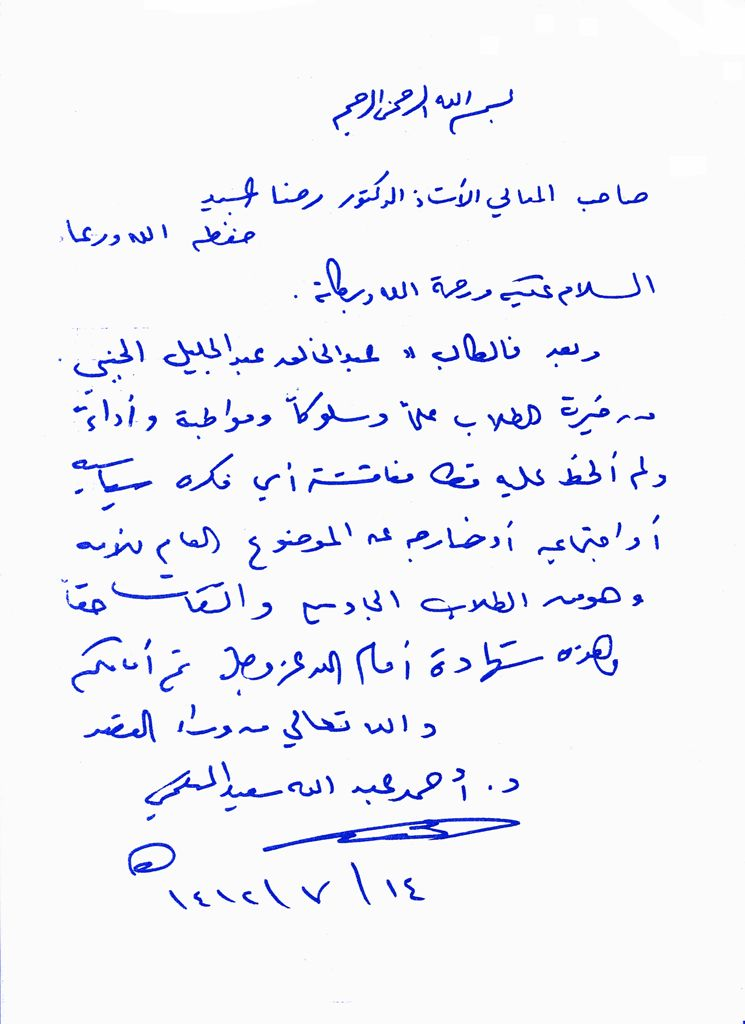
شهادة الدكتور أحمد النعمي عضو هيئة تدريس جامعة الملك عبد العزيز بجدة.